# Правосуддя з архангелами Михаїлом та Гавриїлом
«Правосуддя з архангелами Михаїлом та Гавриїлом» (італ. Giustizia tra gli arcangeli Michele e Gabriele) — триптих італійського живописця Якобелло дель Фйоре (1370—1439), представника венеціанської школи. Створений у 1421 році. З 1884 року зберігається в колекції Галереї Академії у Венеції.

## Історія
Якобелло дель Фйоре прибув до Венеції на службу республіці у другому десятилітті XV століття. Цей триптих був важливим офіційним замовленням. Припускається, що він призначався для зали Магістрата Палацу дожів, де проводились слухання громадських та судових справ. Ошатний і яскравий живопис цієї роботи відповідав високим смакам замовників.

## Опис

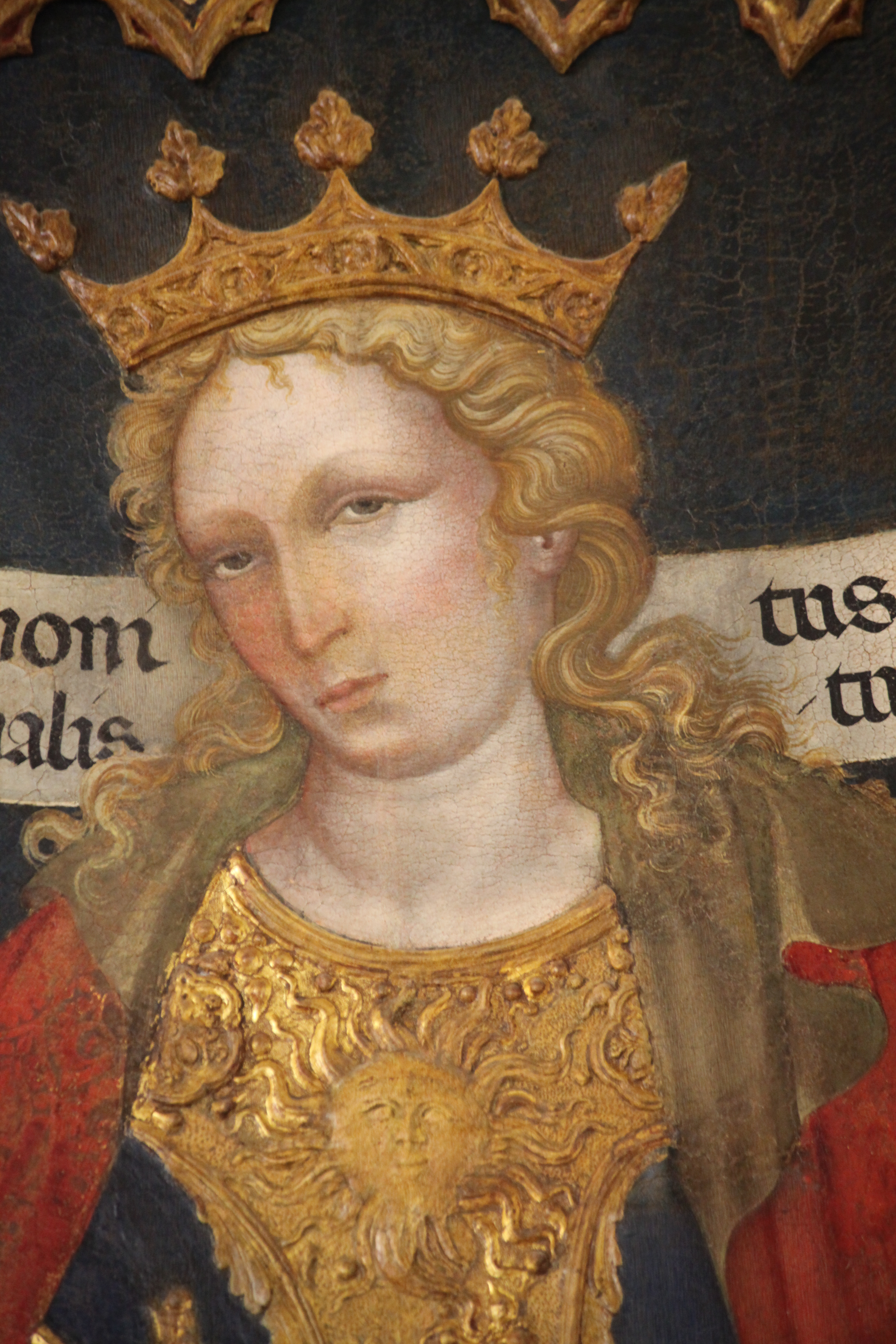
Деталь

У центральній частині панелі зображена жіноча фігура у золотій короні — алегорія Правосуддя, яка тримає меч і ваги, в оточенні двох левів. Лев — символ євангеліста Марка, небесного покровителя Венеціанської республіки, окрім цього — символ божественної мудрості. Фігура Правосуддя, за спиною якої напис: «Я виконаю прохання янголів і священні слова, буду м'якою і благочестивою, ворожою зі злими і гордою із гордовитими», ототожнюється із Венецією: для республіки підтримування миру і справедливості було необхідною умовою життя.  
Поруч із фігурою Правосуддя зображені архангели Михаїл та Гавриїл. Архангел Михаїл зображений у своєму подвійному обличчі — як янгол, що зважує душі, і як переможець дракона. Він молить Пресвяту Діву карати і милувати по заслугах. В правій частині зображений архангел Гавриїл із лілією, квіткою Благовіщення, просить Марію бути провідником людей у пітьмі їх діянь. 
Блискучі обладунки архангела Михаїла, прикраси на одязі фігури Правосуддя і архангела Гавриїла виконані у техніці позолоченого гіпсу на клеї (гіпсовий розчин, мармурова крихта і клей після нанесення вкривались золотом і розфарбовувались). Мистецтво Якобелло дель Фйоре, яке тісно пов'язане із манерою квітучої готики, втілилось у вишуканих формах, декоративній жвавості і летючій лінії, що обмальовує вишукані фігури, вбрані в сліпучо яскравий одяг.